# Bryceson

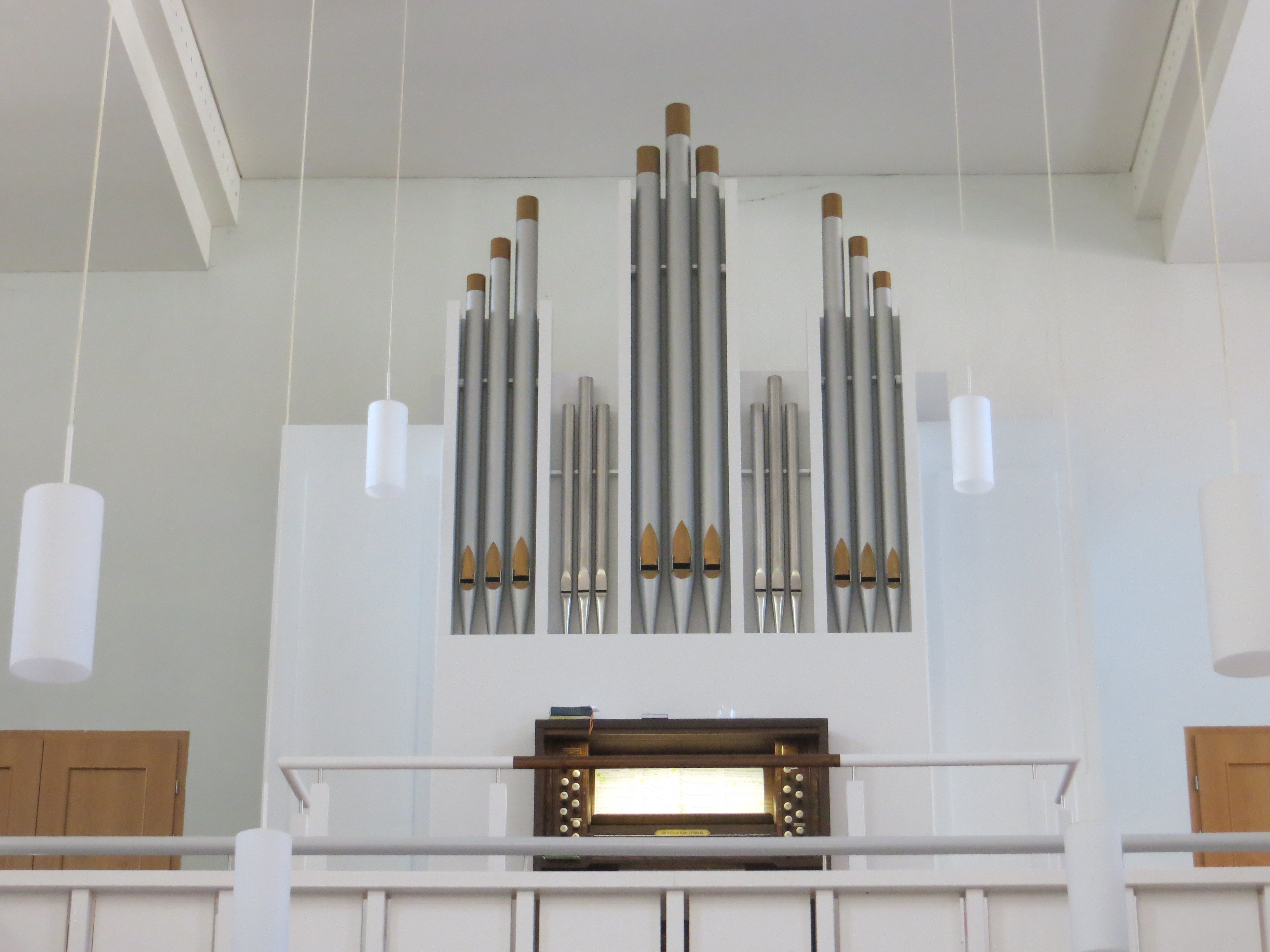
Bryceson-Orgel der Stadtkirche Seelow

Bryceson waren Orgelbauer und eine Orgelbaufirma in London im 19. und frühen 20. Jahrhundert.

## Geschichte
Henry Bryceson (1775–1870) aus Perth in Schottland gründete 1796 nach eigenen Angaben in London eine Orgelbaufirma. Von 1802 ist eine erste Erwähnung als Orgelbauer dort bekannt. 
1859 nahm er seinen Sohn Henry jr. (1832–1909) als Miteigentümer auf, bei Bryceson & Son. Noch im selben Jahr wurde auch der Sohn John (1839–1908) Teilhaber von Bryceson & Sons. 1860 war John Fincham kurzzeitig mit beteiligt bei Bryceson & Fincham. Danach hieß die Firma wieder Bryceson & Sons.
1864 übergab Henry Bryceson sr. die Leitung vollständig an die Söhne, die sie nun Bryceson Brothers nannten. 1868 erhielten sie mit Alfred Morten das Recht, als einzige im Vereinigten Königreich Orgeln mit elektrischer Spieltraktur nach dem Patent von Charles Barker zu bauen. Dieser hatte zwei Jahre zuvor erstmals weltweit diese in Salon-de-Provence in Frankreich eingebaut. Sie bauten im folgenden Jahr in London einige solcher Orgeln.
1873 wurde Albert Morten Miteigentümer von Bryceson & Morten. Nachdem dieser sich 1877 selbstständig gemacht hatte, wurde 1878 Walter B. Ellis Teilhaber von Bryceson [Brothers] & Ellis. Ab 1882 arbeiteten die Brüder wieder alleine als Bryceson Brothers. 1885 erhielten sie die Goldmedaille auf der Internationalen Erfinderausstellung in South Kensington für die elektrische Spieltraktur in einer Orgel, die dann die letzte dieser Art von ihnen war.
1888 verkauften sie die Orgelbaufirma an sieben Investoren, die sie als Bryceson Brothers Ltd. weiterführten. Diese beantragten drei Jahre später die Liquidation (Insolvenz). 1893 übernahm der Orgelbauer Albert Kirkland die Firma und führte sie als Bryceson Brothers weiter bis mindestens 1911. Danach benannte er sie Kirkland & Bryceson Brothers, ehe er 1917 deren Londoner Werkstätten schließen ließ. Er beendete seine Tätigkeit als Orgelbauer 1923 und starb vier Jahre später.

## Orgeln (Auswahl)
Von der Orgelbaufirma Bryceson sind insgesamt etwa 190 Orgelneubauten bekannt, die sie vor allem in Südengland bauten. Eine befindet sich heute in Seelow in Brandenburg.
| Jahr    | Ort                 | Gebäude                     | Bild | Manuale | Register | Bemerkungen                                                             |
| ------- | ------------------- | --------------------------- | ---- | ------- | -------- | ----------------------------------------------------------------------- |
| 1810    | Shelland            | King Charles’s Church       |      | I       | 6        | [ 1 ]                                                                   |
| 1860    | Godmanchester       | St Mary’s Church            |      | III/P   | 31       | [ 2 ]                                                                   |
| 1862    | Pujols-sur-Dordogne | Église Notre Dame           |      | I       | 4        | [ 3 ]                                                                   |
| 1868    | Brighton            | Dome Concert Hall           |      | IV/P    | 49       | nicht erhalten                                                          |
| um 1875 | Saint Austell       | Holy Trinity Church         |      | III/P   | 35       | [ 5 ]                                                                   |
| 1876    | Cork                | Sts Peter and Paul’s Church |      | III/P   | 37       | [ 6 ]                                                                   |
| 1880    | Norwich             | St Andrew’s Hall            |      | III/P   | 57       | [ 7 ]                                                                   |
| 1880    | Gibraltar           | Holy Trinity Cathedral      |      | II/P    |          | erweitert auf III/P, 27, erhalten                                       |
| 1880    | Leicester           | St George’s Church          |      | III/P   | 27       | heute Serbisch-Orthodoxe Kirche, wahrscheinlich nicht erhalten          |
| 1889    | Dartmouth           | St Saviour Church           |      | III/P   | 32       | [ 10 ] [ 11 ]                                                           |
| um 1890 | Walthamstow         | St Gabriel’s Church         |      | II/P    | 14       | [ 12 ] [ 13 ]                                                           |
| 1893    | ?                   | ?                           |      | II/P    | 17       | umgesetzt nach Wuppertal, 2010 in die Stadtkirche Seelow in Brandenburg |
| 1895    | Pulborough          | St Mary’s Church            |      | III/P   | 32       | 2015 wegen Wasserzufluss eingepackt                                     |
| 1900    | Chale               | St Andrew’s Church          |      | II/P    | 9        | [ 17 ]                                                                  |
| 1908    | Trowbridge          | St James’s Church           |      | III/P   | 52 (46)  | 1980 nach Edenbridge, Sts Peter and Paul umgesetzt, erhalten            |